# Додекахлоротриренат(III) цезия
Додекахлоротриренат(III) цезия — комплексное неорганическое соединение,
соль цезия и додекахлоротрирениевой кислоты
с формулой Cs3Re3Cl12,
тёмно-красные кристаллы.

## Получение
- Добавление к раствору нонахлорида трирения в соляной кислоте большого избытка раствора хлорида цезия в соляной кислоте:

{\displaystyle {\mathsf {Re_{3}Cl_{9}+3CsCl\ {\xrightarrow {90^{o}C}}\ Cs_{3}Re_{3}Cl_{12}\downarrow }}}

## Физические свойства
Додекахлоротриренат(III) цезия образует тёмно-красные кристаллы
ромбической сингонии,
пространственная группа A ma2,
параметры ячейки a = 1,069 нм, b = 1,400 нм, c = 1,406 нм, Z = 4
.
Является диамагнетиком и пьезоэлектриком
.